# Чурикова Яна Олексіївна
Яна Олексіївна Чурикова (нар.. 6 листопада 1978, Москва, Російська РФСР, СРСР) — російська телеведуча, журналістка і громадський діяч, продюсер, актриса. Керівник каналів молодіжного та музичного мовлення холдингу Viacom (ViacomCBS): MTV Росія, MTV Live HD, MTV 80s, MTV 90s i MTV 00s, співголова Російського руху школярів (з 28 березня 2016 року), член Академії Російського телебачення (з 2007 року). Вела програму «Фабрика зірок» на «Першому каналі» (2002—2012).
За свідоме порушення державного кордону України з метою проникнення в окупований Росією Крим внесена у жовтні 2017 року до бази «Миротворець».
Брала участь в пропагандистських заходах, спрямованих на легалізацію анексії АР Крим Росією.

## Біографія

### Ранні роки
Народилася 6 листопада 1978 року в Москві. До школи пішла в 1985 році в Угорщині за місцем служби батька-військовослужбовця. Закінчила музичну школу по класу фортепіано з червоним дипломом.
У 1992—1996 роках працювала в газеті «Дієслово» кореспондентом.
У 1995—2000 роках проходила навчання в МДУ ім. М. В. Ломоносова на відділенні телебачення і радіомовлення факультету журналістики. Закінчила університет у 2000 році. Дипломна робота — «Вплив музичного телебачення на масову свідомість на прикладі телеканалу MTV» — була захищена в червні 2000 року. Після цього Чурикова вступила до аспірантури університету.

### Телебачення
З 1996 року працювала кореспондент АТВ у програмі «Времячко».
З 1998 по 2002 рік була ведучою програм на MTV Росія «Велике кіно», «12 злісних глядачів».
З квітня 2002 року працювала на «Першому каналі». Дебютувала на каналі ведучою молодіжної розважальної програми «Об'єктив». Потім послідовно вела такі телевізійні програми, як " Доброго ранку ", «Фабрика зірок», «Золотий грамофон», «Історія пісні», «Жорстокі ігри», телевізійні концерти та ін. Неодноразово коментувала трансляції з конкурсу пісні «Євробачення» з російського боку, оголошувала результати голосування російських телеглядачів за підсумками конкурсу. Але широку популярність Чурикова отримала завдяки телепроєкту «Фабрика зірок».
Одночасно, з 2002 по 2004 рік обіймала посаду заступника начальника відділу виробництва програм MTV Росія. У період з 2004 по 2007 рік працювала в Телекомпанії BID.
У 2007 році разом з Олександром Кесселем перейшла до створеної продюсером Ларисою Синельщиковою компанію «Червоний квадрат». З 2009 року — художній керівник Школи-студії ЕКТВ.
З листопада 2011 по листопад 2012 року — ведуча музичного хіт-параду «Червона зірка» на «Першому каналі».
З 23 червня по 25 серпня 2013 року — ведуча музичного телепроєкту «Універсальний артист» на «Першому каналі».
З 1 жовтня 2013 року по теперішній час є генеральним директором оновленого телеканалу MTV Росія. У лютому 2014 року була призначена керівником молодіжних та музичних телеканалів медіахолдингу Viacom (ViacomCBS) в Росії .
З 14 квітня 2017 по 20 жовтня 2018 року — ведуча оновленої передачі «12 злісних глядачів» на кабельному телеканалі MTV Росія.
З 16 вересня по 23 грудня 2017 року — креативний продюсер шоу «Королі фанери» на «Першому каналі».

## Участь в інших проєктах
1 квітня 2005 року зіграла в складі команди ведучих «Першого каналу» в ювілейній серії ігор «Що? Де? Коли?», присвяченій 30-річчю гри. Навесні 2007 року брала участь у проекті «Першого каналу» «Цирк із зірками». З 2009 року є коментатором півфіналів і фіналів Євробачення на «Першому каналі».
З жовтня 2007 по травень 2009 і з грудня 2010 по грудень 2011 року Чурикова була головним редактором глянцевого журналу «Viva! Russia».
У 2013 році була ведучою на відкритті стадіону «Анжи-Арена» разом з Андрієм Малаховим. Також була послом літньої Універсіади 2013 року в Казані, а також ведучою на Церемонії відкриття, на шоу, що передували церемонії відкриття і закриття зимових Олімпійських ігор 2014 року в Сочі.
У 2015 році стала переможницею шоу «Разом з дельфінами». У 2017 році — Посол Всесвітнього фестивалю молоді і студентів.
У 2018 році — Посол Року Добровольця .
Була обрана Федеральним послом Чемпіонату світу з футболу-2018.
29 березня 2019 року виступила модератором в ході стріму VKLIVE прем'єр-міністра РФ Дмитра Медведєва в соціальній мережі «Вконтакті».

## Громадська позиція
На президентських виборах 2018 року була довіреною особою кандидата Володимира Путіна. Також разом з Дмитром Губернієвим та Федором Бондарчуком була ведучою концерту на підтримку кандидатури Путіна в Лужниках 3 березня 2018 року.

## Родина
- Батько Олексій Чуриков — військовий
- Мати Олена Вадимівна Чурикова — економіст
- Перший чоловік — Іван Цибін (2004—2008)
- Другий чоловік — Денис Лазарєв (2011—2015)[58]
  - Дочка — Таїсія Лазарева (нар. 26 травня 2009)[59]

## Фільмографія
- 2006—2010 — телесеріал «Щасливі разом» — камео

### Дубляж
- 2006 — «Змивайся!» — Рита Мелоун
- 2020 — «Це Поні» — Мама[60]